# Émile Deyrolle
Émile Deyrolle (Parigi, 1838 – Parigi, 1917) è stato un naturalista e botanico francese.

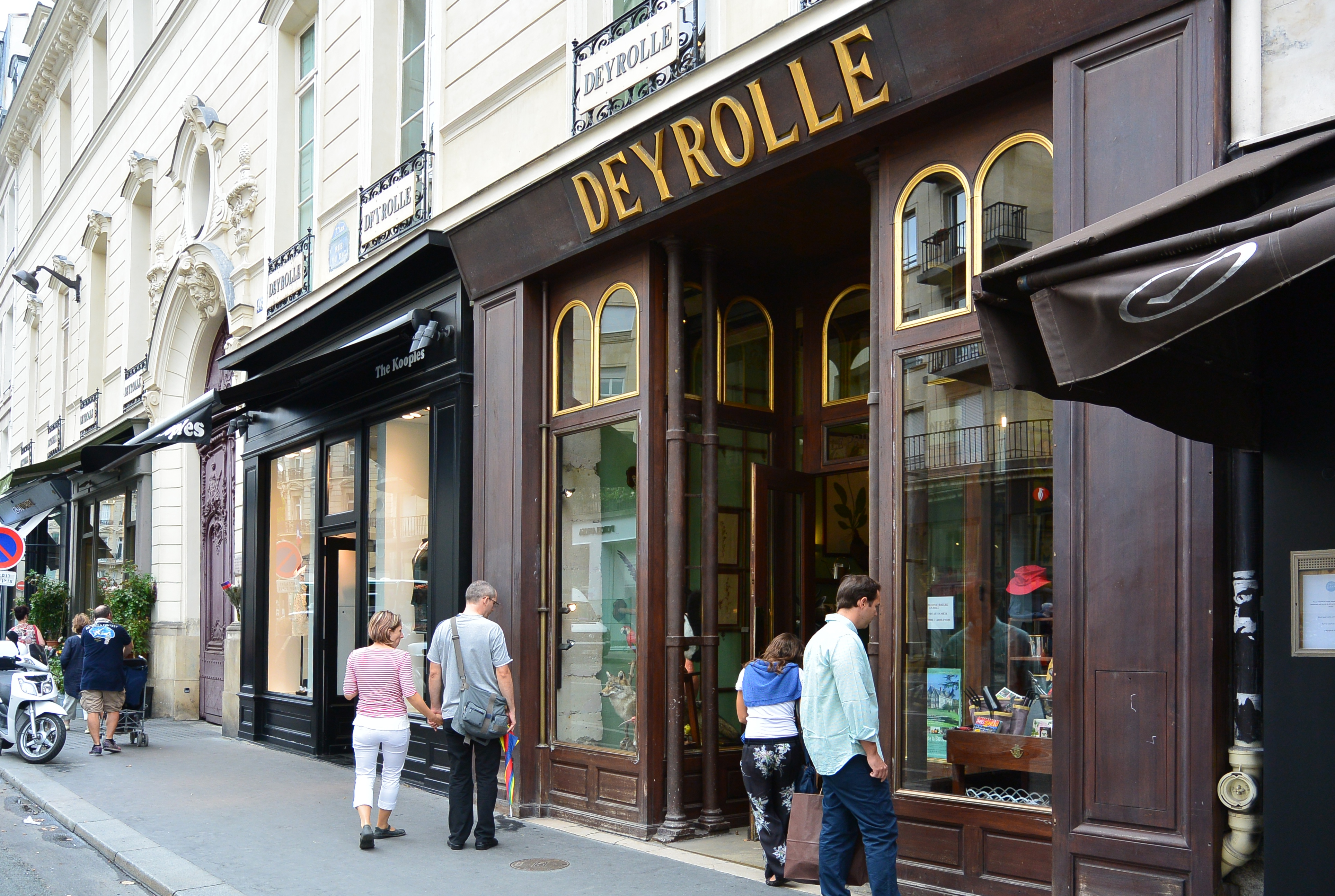
Deyrolle, 46 Rue du Bac

Insieme a suo nonno creò una azienda chiamata Deyrolle che aprì intorno al 1831 nella Rue de la Monnaie.
La maggior parte delle sue opere comprendevano argomenti sui minerali, rocce, fossili, esemplari botanici, conchiglie, tassidermia, campioni microscopici e microscopi.